# بارباديلو ديل ميركادو
بلدية بارباديلو ديل ميركادو (بالإسبانية: Barbadillo del Mercado)‏، هي إحدى بلديات مقاطعة برغش، التي تقع في منطقة قشتالة وليون، والتي تقع في شمال غرب إسبانيا.
يبلغ عدد سكانها 175 نسمة وفقاً لإحصائية سنة (2002).